# Frederick Grace
Frederick "Fred" Grace (Londres, 29 de febrer de 1884 – Londres, 23 de juliol de 1964) va ser un boxejador anglès que va competir a primers del segle xx.
El 1908 va prendre part en els Jocs Olímpics de Londres, on guanyà la medalla d'or de la categoria del pes lleuger del programa de boxa, en guanyar la final contra Frederick Spiller.
Posteriorment guanyà fins a quatre campionats nacionals de l'ABA entre 1909 i 1920. No va poder defensar el seu títol a Estocolm en ser la boxa il·legal a Suècia i no disputar-se aquesta competició. El 1920, a Anvers, tornà a participar en els Jocs, però quedà eliminat en les sèries del pes lleuger.